# Роберт Капа
Роберт Капа (мађ. Robert Capa; Будимпешта, 22. октобар 1913 — Тај Бин, 25. мај 1954), право име Ендре Ерне Фридман (мађ. Endre Ernő Friedmann) је био мађарски ратни фотограф и фото новинар који је својим фотографијама покривао пет ратова: Шпански грађански рат, Други кинеско-јапански рат, Други светски рат, Арапско-израелски рат и Први индокинески рат.

## Биографија
Роберт Капа је рођен као Ерно Фридман у Будимпешти 1913. године у јеврејској породици кројача. Имао је 18 година када је ухваћен на демонстрацијама против Хортијевог режима 1931. године и када је, да би избегао затвор, морао да напусти Мађарску.
Он одлази прво у Беч, а затим у Праг и на крају у Берлин, где је студирао новинарство и почео да се бави фотографијом. За немачке новине је фотографисао Лава Троцког док је држао говор у Копенхагену.
Након што су нацисти преузели власт у Немачкој 1933. године, он бежи прво у Беч, а затим у Париз, где упознаје реномиране фотографе и талентовану фотографкињу Герту Похорил, Немицу јеврејског порекла, која ће постати његова вереница и ученица.
Да би успели да продају своје фотографије, они креирају причу о богатом америчком фотографу који живи у Паризу-Роберту Капи. Неколико месеци касније када уредник открива превару, он то име узима као своје, а Герта тада постаје Герда Таро. Њих двоје почињу да се пробијају као фотографи и августа 1936. године одлазе у Шпанију у којој је почео грађански рат (1936-39).

#### Шпански грађански рат
Капа и Таро су били срећни и заљубљени. Преживели су само са огреботинама удес авиона приликом слетања у Барселону. Та ситуација је ојачала њихов однос.
Успостављају нови стил фото-новинарства, тако што користе мале камере како би се приближили борбама. Чувена Капина реченица гласи: „Ако ти слике нису довољно добре, онда ниси довољно близу“.
Њих двоје се после успешно обављеног посла враћају у Париз. Међутим, Герда Таро се 1937. враћа у Мадрид, у жељи да настави да прати борбе републиканца. Тамо је погинула обављајући свој посао. Роберт Капа је био дубоко погођен смрћу своје веренице и никада се није женио.
Герда Таро је имала само 27 година када је погинула и била прва ратна фотографкиња. Њена велика сахрана у Паризу, била је и масовни протест против фашизма, који су предводили Пабло Неруда и Луј Арагон.
Многи њени радови су дуго приписивани њеном партнеру, Роберту Капи, али та слика се у 21. веку полако мења.
Након шпанског рата одлази у Њујорк, где га затиче Други светски рат, након чега одлази у Италију. Током рата фотографисао је у Италији, Лондону, северној Африци, као и ослобађање Париза. Био је једини фотограф на Омаха плажи, где је документовао савезничко искрцавање у Нормандији.

### Други светски рат
Једанаест фотографија које је Роберт Капа снимио на плажи у Нормандији, 6. јуна 1944. такозваног Дана Д, донеле су му репутацију најпознатијег ратног фотографа. И 75 година након завршетка Другог светског рата, оне су међу сликама које се памте широм света.
Капа је био једини фоторепортер који је са америчким војницима током те инвазије изашао на копно. Фотографисао их је с леђа у јуришу на „плажу Омаха“ коју су браниле немачке трупе. На снимцима као што је „Човек у таласима“ виде се војници који су до врата у води или траже заклон.
Капа је био једини фоторепортер који је са америчким војницима током те инвазије изашао на копно. Фотографисао их је с леђа у јуришу на „плажу Омаха“ коју су браниле немачке трупе. На снимцима као што је „Човек у таласима“ виде се војници који су до врата у води или траже заклон.
Грешком развијача филмова за Лајф магазин који осветљава негативе у мрачној комори само 8 фотографија које су настале приликом савезничког искрцавања од укупно 106 је успешно развијено.

### Након рата
Капа је један од оснивача Magnum Photos агенције, која је била прва организација за сарадњу слободних новинара широм света.
Током првог индокинеског рата 1954. године се придружује француским трупама са двојицом својих колега из Лајф магазина, где током једне борбе активира нагазну мину и смртно страда. Тешко повређеног Капу су транспортовали у болницу, али је у међувремену преминуо, са апаратом у рукама.
Њујоршки институт и данас чува 4.200 Капиних фотографија у боји.